# Santa Maria del Carmine

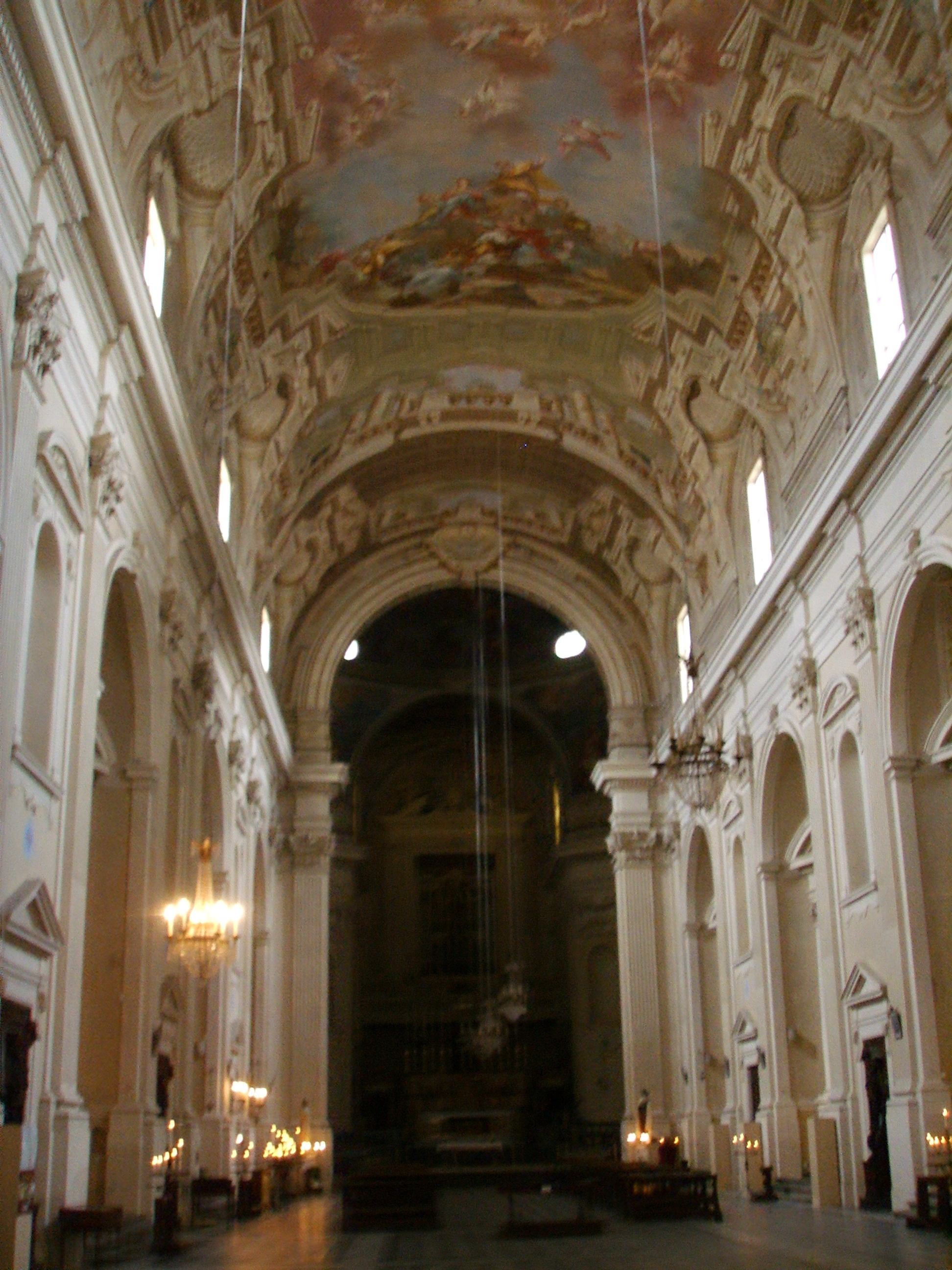
O interior.

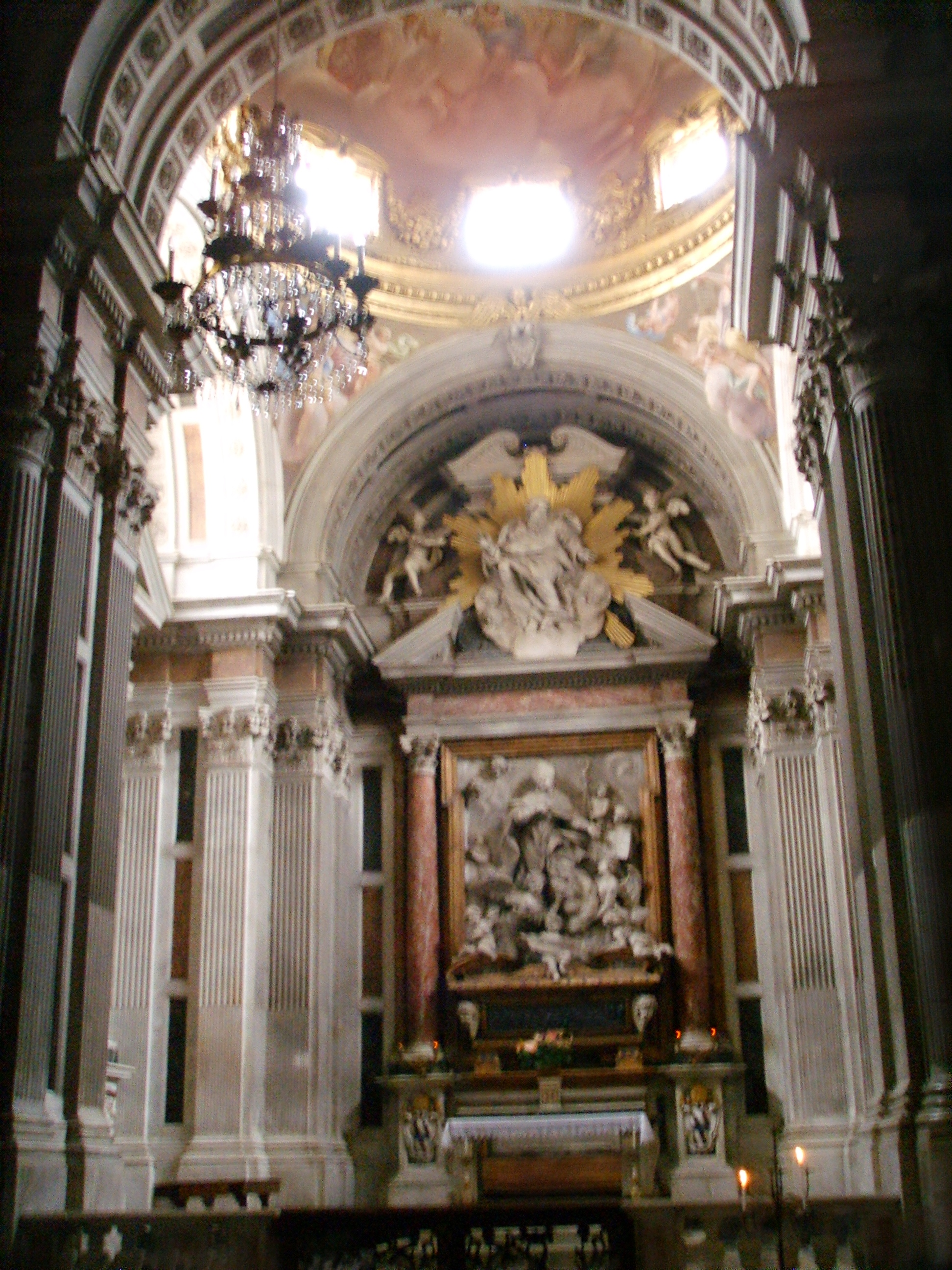
Capela Corsini

A Santa Maria del Carmine é uma igreja em Florença, na Itália, no distrito de Oltrarno. É famosa por abrigar a Capela Brancacci que contém afrescos magníficos de Masaccio, Masolino da Panicale e Filippino Lippi.
A igreja foi construída em 1268 como parte do Convento Carmelita, que ainda existe hoje. Foi renovada nos séculos XVI e XVII, danificada por um incêndio em 1771 e reconstruída internamente em 1782. O fogo não tocou a sacristia, portanto permaneceram intocadas as Histórias de Santa Cecília, de Lippo d'Andrea e o monumento de mármore a Pier Soderini por Benedetto da Rovezzano. A nave tem um afresco a trompe-l'oeil de Domenico Stagi.
Obras de by Alessandro Allori, Pietro Nelli, Gherardo Starnina e Giovan Battista Vanni podem ser encontradas no Convento. 

## Capela Corsini
Os Corsini, provavelmente a família mais rica de Florença nos séculos XVII e XVIII construiu também uma capela em 1675. O arquiteto Pier Francesco Silvani escolheu um estilo Barroco então popular em Roma. A pequena cúpula tem afrescos de Luca Giordano. O teto em Rococó é de Giovanni Domenico Ferretti.